# Râul Lărguța, Cremeneț
Râul Lărguța (sau Râul Gura Văii) este un curs de apă, afluent al râului Crememeț. 